# Allacta locontii
Allacta locontii är en kackerlacksart som beskrevs av Roth, L. M. 1993. Allacta locontii ingår i släktet Allacta och familjen småkackerlackor. Inga underarter finns listade i Catalogue of Life.